# Montagne Verte
Pour les articles homonymes, voir Montagne Verte (homonymie).
La Montagne Verte (Grüneberg en allemand, en dialecte alsacien Grüeneberri) est un quartier du sud-ouest de la ville de Strasbourg.
Administrativement, la Montagne Verte forme un quartier à part entière.

## Histoire

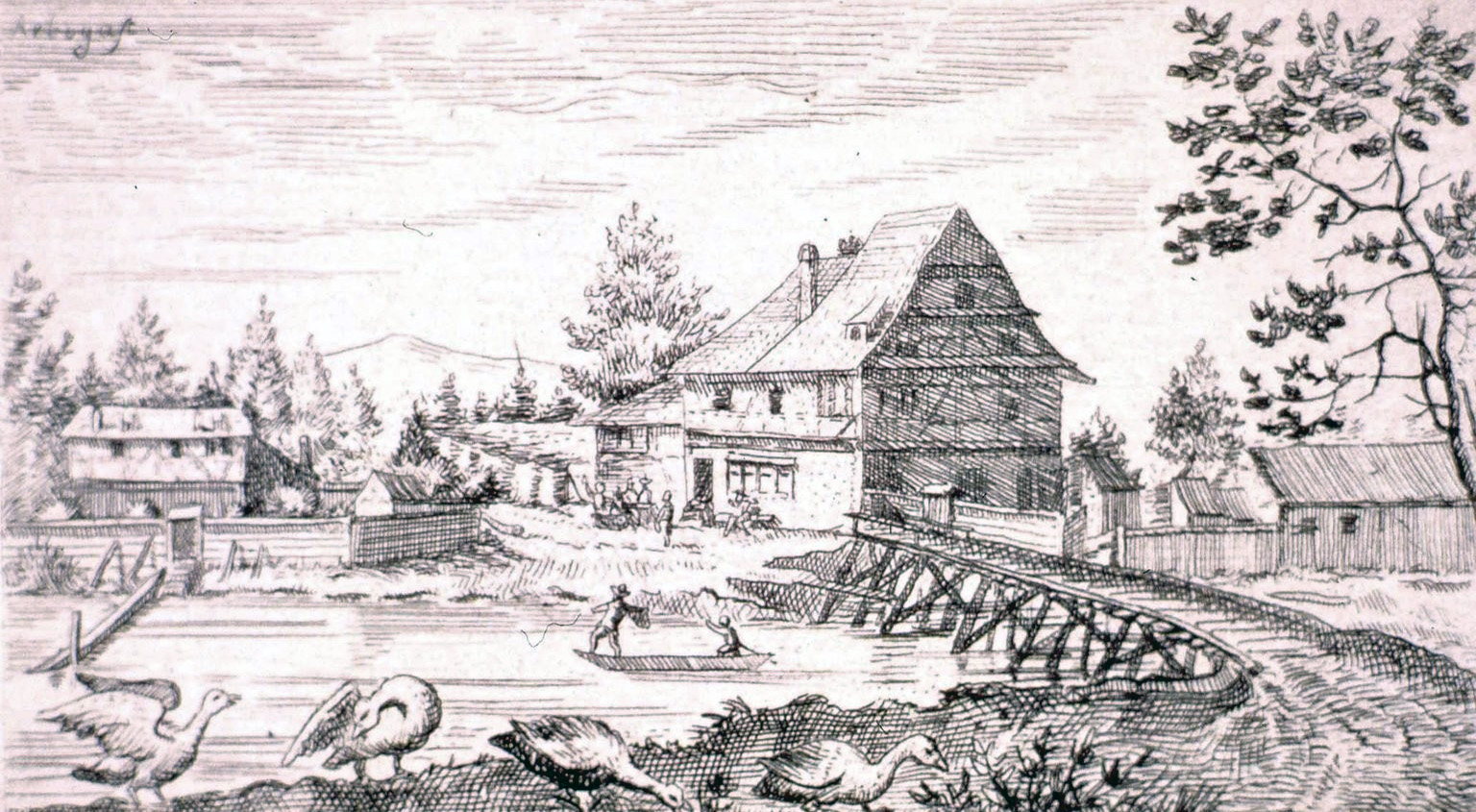
Représentation de l'ancienne demeure d'Arbogast à la Montagne Verte.

Le couvent Saint-Arbogast est fondé en 1060. Il est détruit en 1530. À l'origine, la Montagne Verte s'appelait faubourg Saint-Arbogast. Son histoire est intimement liée à celle du quartier voisin de Koenigshoffen.

## Administration

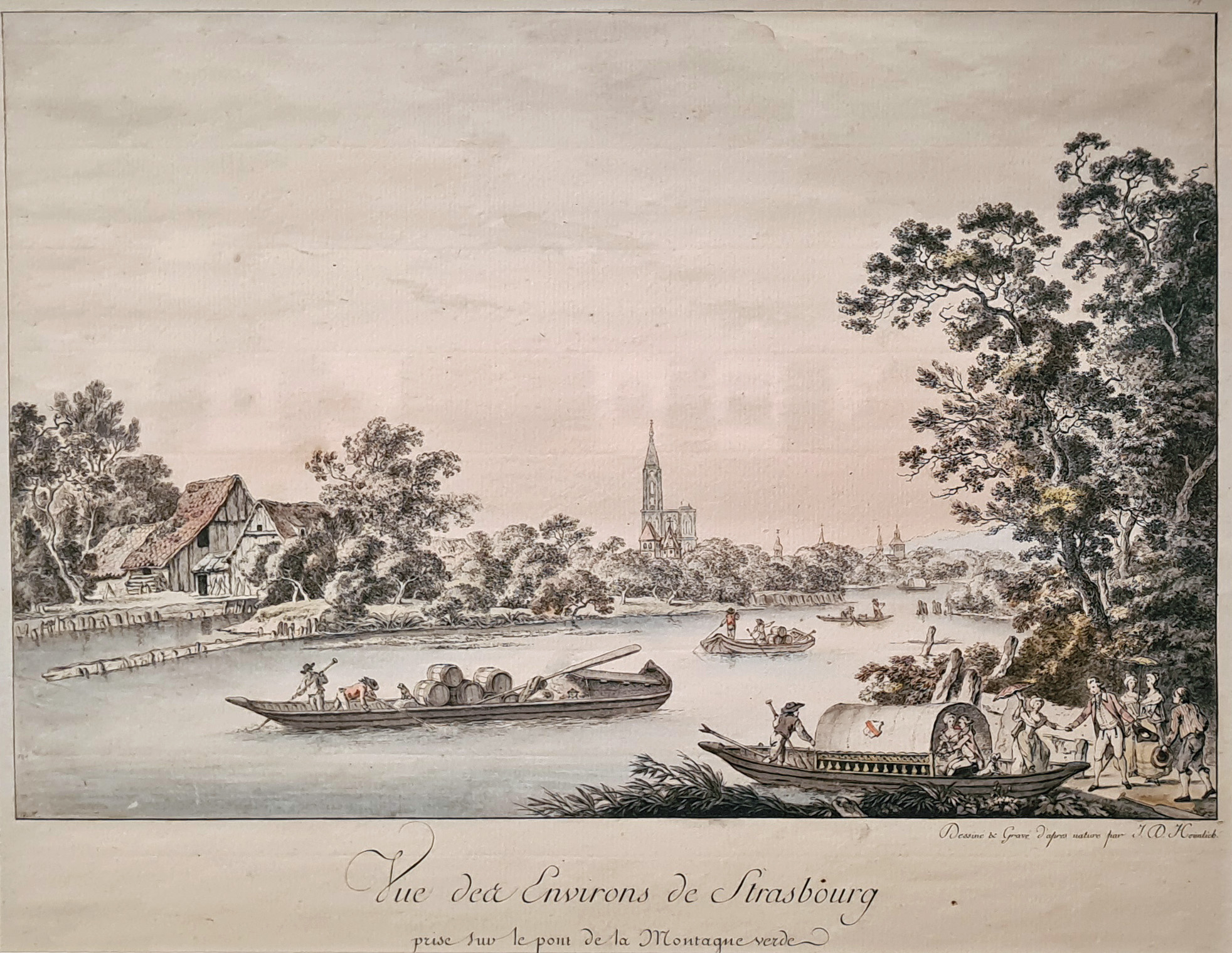
Jean-Daniel Heimlich, Vue des environs de Strasbourg prise sur le pont de la Montagne Verte, vers 1780.

La Montagne Verte était dotée de sa propre mairie de quartier depuis le 28 février 2008. Elle était située au 217, route de Schirmeck. La mairie de quartier ayant été supprimée alors que la population ne cesse de croître, La Montagne Verte dépend à nouveau des mairies de deux autres quartiers : Koenigshoffen et l'Elsau. Ces trois quartiers forment le quartier Koenigshoffen - Montagne Verte - Elsau, correspondant au canton de Strasbourg-9. Depuis les élections cantonales du 27 mars 2011, le Conseiller général en est Éric Elkouby, successeur d'Armand Jung (actuel député socialiste du Bas-Rhin).
Éric Elkouby est également adjoint au maire, chargé des quartiers de la Montagne Verte, de l'Elsau et de Koenigshoffen depuis les élections municipales de mars 2008.
Un nouveau redécoupage a lieu en 2013 et la Montagne Verte devient un quartier à part entière, alors que la mairie de quartier a disparu du paysage administratif local.

## Localisation
Le quartier est situé au sud-ouest de Strasbourg. Il est délimité par :
- Koenigshoffen au nord ;
- le quartier Gare à l'est ;
- l'Elsau par l'Ill et Ostwald par l'Ostwalder Graben au sud ;
- Lingolsheim à l'ouest.

## Description

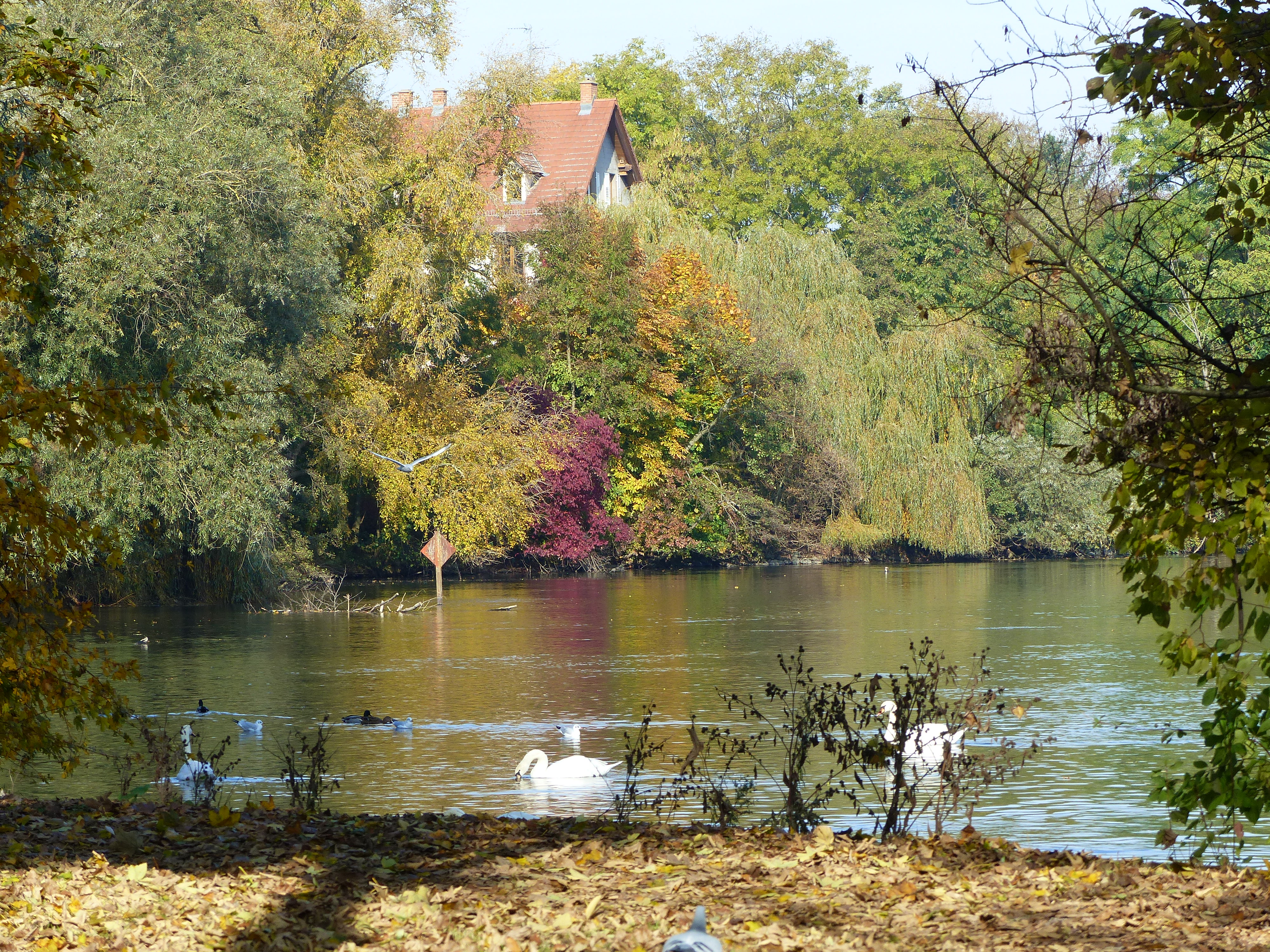
L'Ill en automne.

Le quartier de la Montagne Verte est composé de plusieurs cités comprenant près de 1 500 logements sociaux (Molkenbronn, Henri Sellier, Murhof) et d'ensembles d'habitats résidentiels. Il y a une réelle mixité de la population. Le Murhof est en cela une bonne illustration puisque les logements sociaux jouxtent le lotissement. 
On dénombre en tout onze petites entités qui témoignent de la diversité de l'ensemble du quartier : en plus des ensembles mentionnés, on peut ajouter les Foulons, le secteur de l'Auberge de jeunesse, le Gliesberg, Roethig, Nid de Cigognes, Saint-Arbogast et Holtzmatt. 
Ce morcellement du quartier peut s'expliquer par la présence de cours d'eau et d'installations ferroviaires.

### Sécurité
Tout comme Hautepierre, Cronenbourg l'Elsau, la Meinau, le Neuhof, le port du Rhin et Koenigshoffen, une partie de la Montagne Verte est classée depuis 1996 en Zone urbaine sensible. https://sig.ville.gouv.fr/atlas/ZUS. 
Les infractions et la criminalité n'y sont pas[réf. nécessaire] plus élevées que dans les autres faubourgs urbains de Strasbourg.